# Judici (dret)

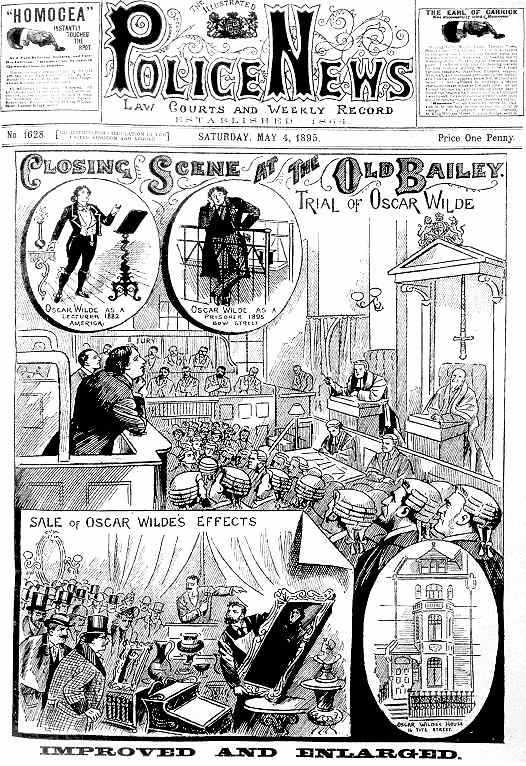
El judici d'Oscar Wilde (The Illustrated Police News, 1895)

Un judici o juí és una controvèrsia jurídica i actual entre parts i sotmès al coneixement d'un tribunal de justícia. Això pressuposa l'existència d'una controvèrsia, és a dir, la sustentació de drets i interessos contradictoris o contraposats al defensat per la part contrària, i que la perjudica. El judici constitueix el contingut material o de fons del procés, el qual serà resolt per l'òrgan jurisdiccional a través d'un procediment. Per norma general, el jutge s'encarregarà de discernir quina de les dues parts es fonamenta amb major base en l'Estat de Dret que empara el país en el qual s'ha desenvolupat l'activitat que ha posat en conflicte a dues o més persones.
El judici verbal és un tipus de procediment judicial, civil o penal, que es caracteritza pel fet que el jutge convoca les parts a una compareixença única, durant la qual hauran d'exposar les seves raons, proposaran les proves, que es faran en el mateix acte; i faran conclusions verbals. Excepcionalment es pot suspendre l'acte per poder fer alguna prova que no s'hagi pogut obtenir o que el jutge consideri adient. En l'àmbit penal rep la denominació de judici de faltes, i s'inicia per simple denúncia; mentre que en el civil cal demanda escrita. Els judicis verbals estan reservats als assumptes que es consideren de poca importància o quantia i pretenen agilitzar les decisions judicials evitant tràmits complexes.